# Schönenbach (Schluchsee)
Schönenbach ist eine ehemals selbständige Gemeinde und seit 1973 ein Ortsteil der Gemeinde Schluchsee im Hochschwarzwald in Baden-Württemberg. Innerhalb der Gemeinde Schluchsee ist Schönenbach eine Ortschaft im Sinne der baden-württembergischen Gemeindeordnung mit eigenem Ortsvorsteher und Ortschaftsrat.

## Lage
Schönenbach ist ein Reihendorf, das auf einer Hochflächenlage südöstlich des Schluchsees und östlich des Tals der Schwarza beziehungsweise westlich des Tals der Mettma liegt. Der gleichnamige Bach ist ein Zufluss der Mettma. Die verstreut liegenden Einzelhöfe von Oberschwarzhalden und Unterschwarzhalden liegen westlich des Hauptortes oberhalb beziehungsweise auf dem Hang des Schwarzatals. Westlich und parallel zur Schwarza verläuft die Bundesstraße 500 am Gemarkungsgebiet von Schönenbach vorbei. Südlich von Schönenbach liegt der etwa gleich große Ort Staufen.

## Geschichte
Im Jahr 1288 wird der Ort erstmals unter dem Namen Scoennenbach erwähnt. Mutmaßlich nannte sich im 13. Jahrhundert eine Adelsfamilie nach dem Ort, der dem Kloster St. Blasien gehörte. Seit dem 17. Jahrhundert unterstand der Ort der zu St. Blasien gehörenden jedoch im Schwäbischen Reichskreis gelegenen Grafschaft Bonndorf. Infolge der Auflösung des Klosters im Zuge der Säkularisation kam Schönenbach 1806 als Teil der Grafschaft Bonndorf zum Großherzogtum Baden. Schönenbach war bis zum Jahr 1924 dem Bezirksamt Bonndorf, dann dem Bezirksamt Neustadt beziehungsweise dessen Nachfolger dem Landkreis Hochschwarzwald zugehörig. 1973 kam der Ort kurzfristig zum Landkreis Waldshut  bevor er am 1. September 1973 nach Schluchsee eingemeindet wurde und somit zum Landkreis Breisgau-Hochschwarzwald kam.